# Żyła językowa

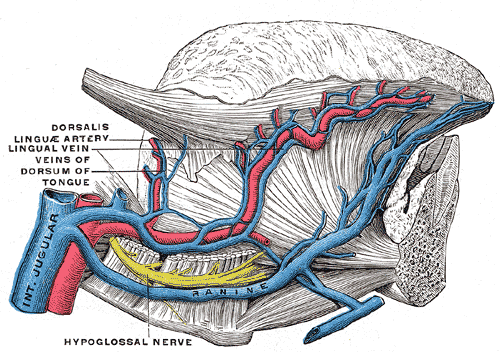
Naczynia i nerwy języka. Żyła językowa podpisana lingual vein.

Żyła językowa (łac. vena lingualis) – w anatomii człowieka żyła odprowadzająca krew z języka i podjęzykowej części dna jamy ustnej. Jej przebieg jest zmienny. Na ogół towarzyszy tętnicy językowej, może jednak przebiegać także na powierzchni bocznej mięśnia gnykowo-językowego, a nie na jego powierzchni przyśrodkowej razem z tętnicą. Powstaje z połączenia żyły głębokiej języka, żył grzbietowych języka i żyły towarzyszącej nerwowi podjęzykowemu. Sama żyła językowa jest krótka, przechodzi poprzecznie przed tętnicą szyjną zewnętrzną i na wysokości rogu większego kości gnykowej łączy się z żyłą twarzową lub żyłą tarczową górną we wspólny pień wpadający do żyły szyjnej wewnętrznej. Czasem żyła językowa samodzielnie wpada do żyły szyjnej wewnętrznej. Obecne są w niej zastawki.